# Miasto Srebrenik
Miasto Srebrenik (boś. Općina Srebrenik) – jednostka administracyjna w Bośni i Hercegowinie, w kantonie tuzlańskim. W 2013 roku liczyło 39 678 mieszkańców.